# Euphyia insignata
Euphyia insignata là một loài bướm đêm trong họ Geometridae.